# ماریانا کیانوفسکا
ماریانا کیانوفسکا (انگلیسی: Marianna Kiyanovska؛ زادهٔ ۱۷ نوامبر ۱۹۷۳) شاعر، و مترجم اهل اوکراین است.
وی همچنین برندهٔ جوایزی همچون جایزه ملی شوچنکو شده‌است.